# Yuri Nikulin
Yuri Vladimirovich Nikulin (em russo:  Юрий Владимирович Никулин18 de dezembro de 1921 - 21 de agosto de 1997) foi um ator e palhaço soviético e russo que estrelou muitos filmes populares. Ele é mais conhecido por seus papéis nas comédias de Leonid Gaidai, como Braço de Diamante e A Prisioneira do Cáucaso, embora ocasionalmente tenha atuado em papéis dramáticos e atuado no Circo de Moscou.
Ele foi agraciado com o título de Artista do Povo da URSS em 1973 e Herói do Trabalho Socialista em 1990. Ele também recebeu vários prêmios estaduais, incluindo a prestigiosa Ordem de Lenin, que recebeu duas vezes durante sua vida.

## Biografia

### Primeiros anos
Nikulin nasceu logo após o fim da guerra civil russa, na cidade de Demidov, no Oblast de Smolensk. Seu pai, Vladimir Andreyevich, era crítico, autor de peças satíricas e diretor do teatro dramático local de Demidov. A mãe de Yuri, Lidiya, era atriz lá. Eles se casaram no início da década de 1920 e em 1925 mudaram-se para Moscou.
Em Moscou, Yuri ingressou na prestigiada escola nº 16 e logo recebeu do pedologista da escola uma característica desfavorável de “uma criança com habilidades limitadas”. Seu pai, insultado, chegou à escola e confrontou a professora, provando que Yuri era um garoto inteligente. Vladimir Nikulin liderou um clube de teatro na escola. Eles encenaram dramaturgos contemporâneos e Yuri era um artista apaixonado por lá. Na oitava série foi transferido para a escola nº 346 que era considerada ‘medíocre’. Graduou-se em 1939 e em poucos meses foi convocado para o serviço militar.

### Segunda Guerra Mundial
Nikulin foi convocado para o Exército Vermelho em 18 de novembro de 1939, aos 17 anos. Em dezembro, foi enviado para a Guerra de Inverno com a Finlândia em uma bateria antiaérea perto de Sestroretsk. Durante as lutas na Linha Mannerheim, ele serviu como eletricista e uma vez recebeu ordem de colocar 2 km de fio em bobinas em uma mochila em clima de -30 °C. Naquela noite ele estava tão exausto depois da missão que adormeceu na neve, felizmente resgatado pela patrulha da fronteira. Ele sofreu queimaduras graves e pelo resto da vida suas pernas congelaram facilmente. Após a recuperação, ele retornou à sua divisão.
Em 1941, Nikulin aguardava a desmobilização quando começou a invasão alemã da União Soviética. Em 1942, sua bateria estava localizada perto da sitiada Leningrado. Em 1944, ele escapou novamente da morte por pura sorte - poucos segundos depois de deixar um abrigo de trincheira, ele foi atingido por um míssil de artilharia pesada. No mesmo ano, por erro do comandante, ele foi enviado para instalar arame em uma vila ocupada e não foi morto por soldados alemães apenas por pura sorte. Após o fim da guerra, ele foi dispensado do exército apenas em 1946.

### Carreira circense
Nikulin tentou ser comediante pela primeira vez em 1944, quando um oficial político de seu batalhão, impressionado com seu repertório de piadas, ordenou-lhe que organizasse entretenimento para a divisão, o que ele fez com sucesso retumbante. Encorajado, assim que a guerra terminou, Nikulin tentou, sem sucesso, ingressar no VGIK, Instituto Russo de Artes Teatrais, Escola Superior de Teatro Mikhail Shchepkin. Finalmente ele foi aceito na escola de teatro de Noginsk, mas logo mudou de ideia e ingressou na escola de Circo de Moscou.
O estilo e a entrega precisa de Nikulin, bem como seu domínio do timing e suas máscaras hilariantes fizeram dele um excelente comediante. Começou como assistente de Karandash, então o palhaço mais famoso da URSS. Na escola de circo, Nikulin conheceu Mikhail Shuidin. Eles formaram uma dupla de palhaços e atuaram juntos ao longo de toda a carreira.
No ringue, Nikulin interpretou uma pessoa fleumática, lenta e sisuda, no Ocidente foi comparado a Buster Keaton e Charlie Chaplin. Rico em mimetismo e expressão triste, Nikulin foi aclamado como "um palhaço inteligente" fora da Rússia.
Nikulin, carinhosamente chamado de "Tio Yura" pelas crianças russas, confiou principalmente em sua inteligência para conquistar seu lugar na história como um dos melhores palhaços do século XX. Ele parou de atuar como palhaço aos 60 anos, explicando que "um palhaço não deveria ser grisalho, parece patético".

### Família
Em 1949, Nikulin conheceu sua futura esposa, Tatiana Pokroskaya, uma equestre e estudante da Academia Agrícola Timiryazev. Tatiana trouxe para o circo um cavalo anão, solicitado por Karandash. Durante o ensaio daquele dia, Tatiana presenciou Yuri ser atropelado por um cavalo, sofrer uma concussão, fraturar a clavícula e quase perder o olho. Tatiana o visitou no hospital e seis meses depois eles se casaram. Desde então começou a trabalhar em circo, participou de muitas de suas peças e viajou com Nikulin e Shuidin. Tatiana também desempenha papéis menores em vários filmes de Nikulin.

### Direção em Tsvetnoy
Nikulin foi lembrado como uma pessoa de bondade sem limites. Como diretor, ele reconstruiu o Antigo Circo e estabeleceu uma fundação para ajudar artistas e artistas circenses aposentados.
Yuri Nikulin morreu em 21 de agosto de 1997 e foi enterrado no Cemitério Novodevichy, em Moscou. Ele foi sucedido em seu escritório no Circo de Moscou, no Boulevard Tsvetnoy, por seu filho Maxim. Após a morte de Nikulin, o Antigo Circo no Boulevard Tsvetnoy foi renomeado em sua homenagem. Um monumento de bronze a Nikulin foi colocado em frente ao circo.

## Literatura
- Razzakov, Fyodor (2016). Юрий Никулин. Смешное и трагическое. [S.l.]: Algoritm. ISBN 978-5-906880-45-1
- Glushkova, V. G. (2011). Смоленская земля. [S.l.]: Veche. ISBN 978-5-9533-4792-1
- Nikulin, Yuri (2009). Почти серьёзно... [S.l.]: Zebra-E. ISBN 978-5-1705-5586-4
- Siemens, Elena (2011). Theatre in Passing: A Moscow Photo-Diary. Chicago: Chicago Press. ISBN 978-1-84150-374-5